# Linea principale Hidaka
La linea principale Hidaka (日高本線?, Hidaka-Honsen) è una linea ferroviaria nella prefettura di Hokkaidō, gestita da JR Hokkaidō che collega le stazioni di Tomakomai e Samani. La ferrovia segue la costa della sottoprefettura di Hidaka ed è a binario singolo per la totalità del suo tracciato.

## Tracciato
Dalla città portuale di Tomakomai la linea segue la costa dell'Oceano Pacifico in direzione est, passando per i principali centri della sottoprefettura di Hidaka, fra cui il capoluogo Urakawa e terminando a Samani. Non è presente nessun interscambio con altre linee ferroviarie.

## Storia
Nel 1917 la Tomakomai Keiben Tetsudō (苫小牧軽便鉄道?, Tomakomai Keiben Tetsudō) aprì la sezione della linea fra Tomakomai e Saruta (ora Tomikawa). Nel 1924 la Hidaka Takushoku Tetsudō (日高拓殖鉄道?, Hidaka Takushoku Tetsudō) aprì la tratta fra Saruta e Atsuga. Nel 1927 entrambe le linee vennero nazionalizzate e quindi fuse a diventare la linea principale Hidaka; fra il 1929 e il 1931 lo scartamento, inizialmente di 762 mm, venne ampliato alla misura attuale di 1067 mm.
Nel 1937 la costruzione della linea venne ultimata, raggiungendo la stazione di Samani.
Negli anni successivi si pensò di collegare la ferrovia alla linea Hiroo (広尾線?, Hiroo-sen); ciò avrebbe permesso di collegare le sottoprefetture di Hidaka e Tokachi. Tuttavia questo collegamento non venne mai realizzato e la Linea Hiroo fu addirittura chiusa nel 1987.

## Treni
Su questa linea viene effettuato esclusivamente servizio locale.

## Stazioni
Eccezion fatta per la stazione di Tomakomai, le stazioni di questa linea non sono numerate.

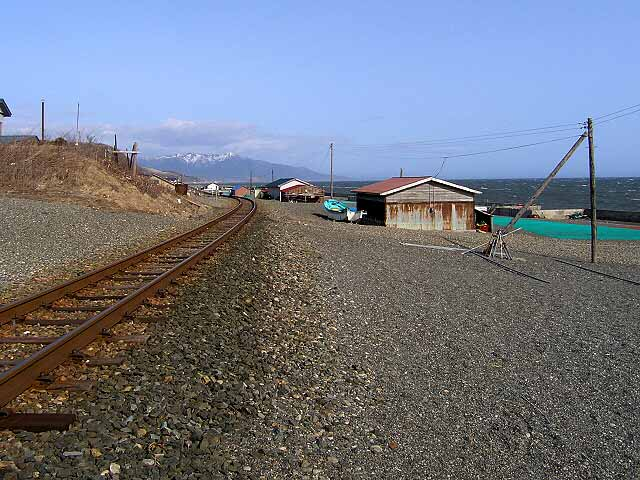
La linea in prossimità di Hidaka-Monbetsu

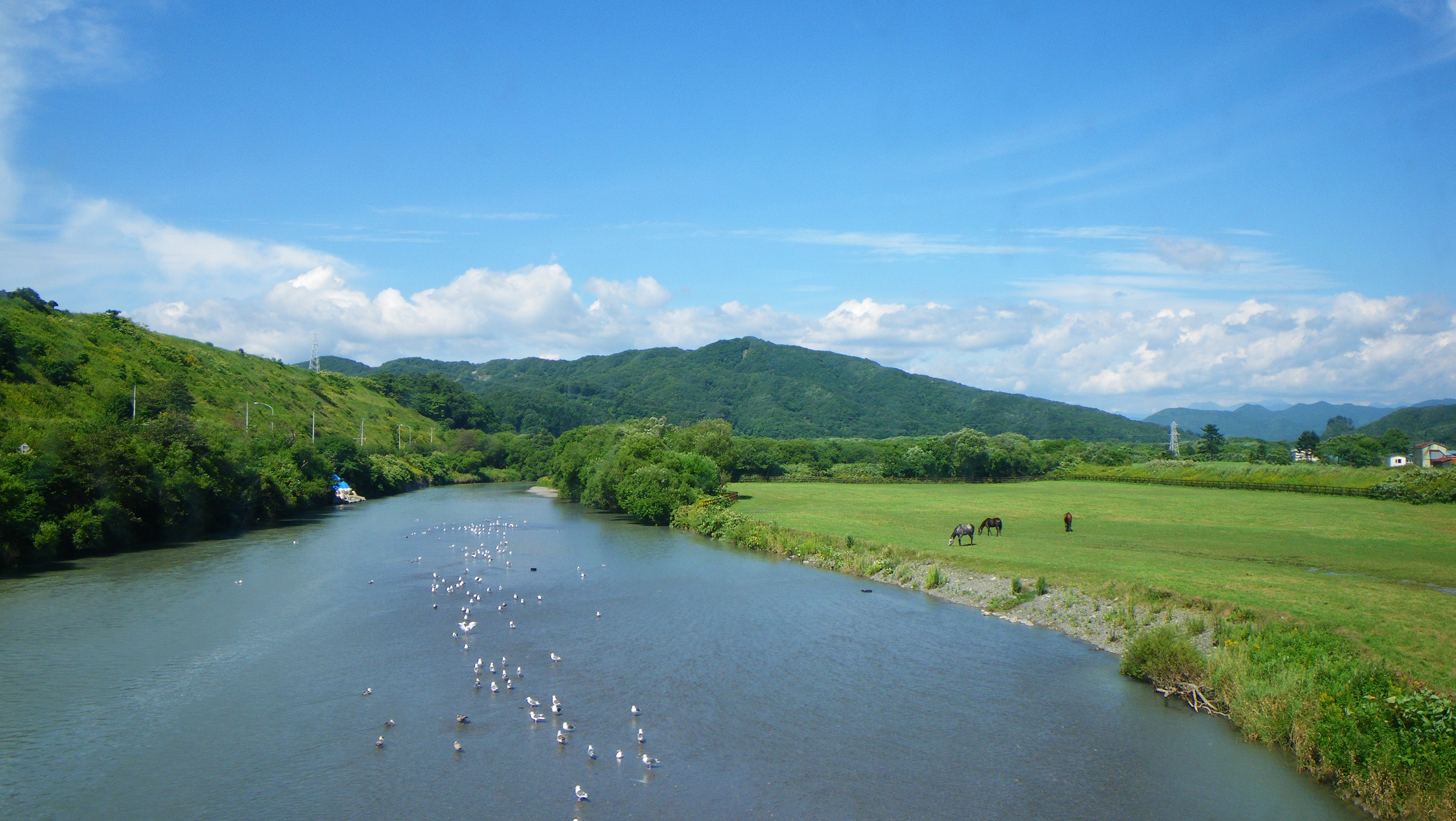
I monti Hidaka, che costeggiano la linea a nord, qui visti dal comune di Shinhidaka

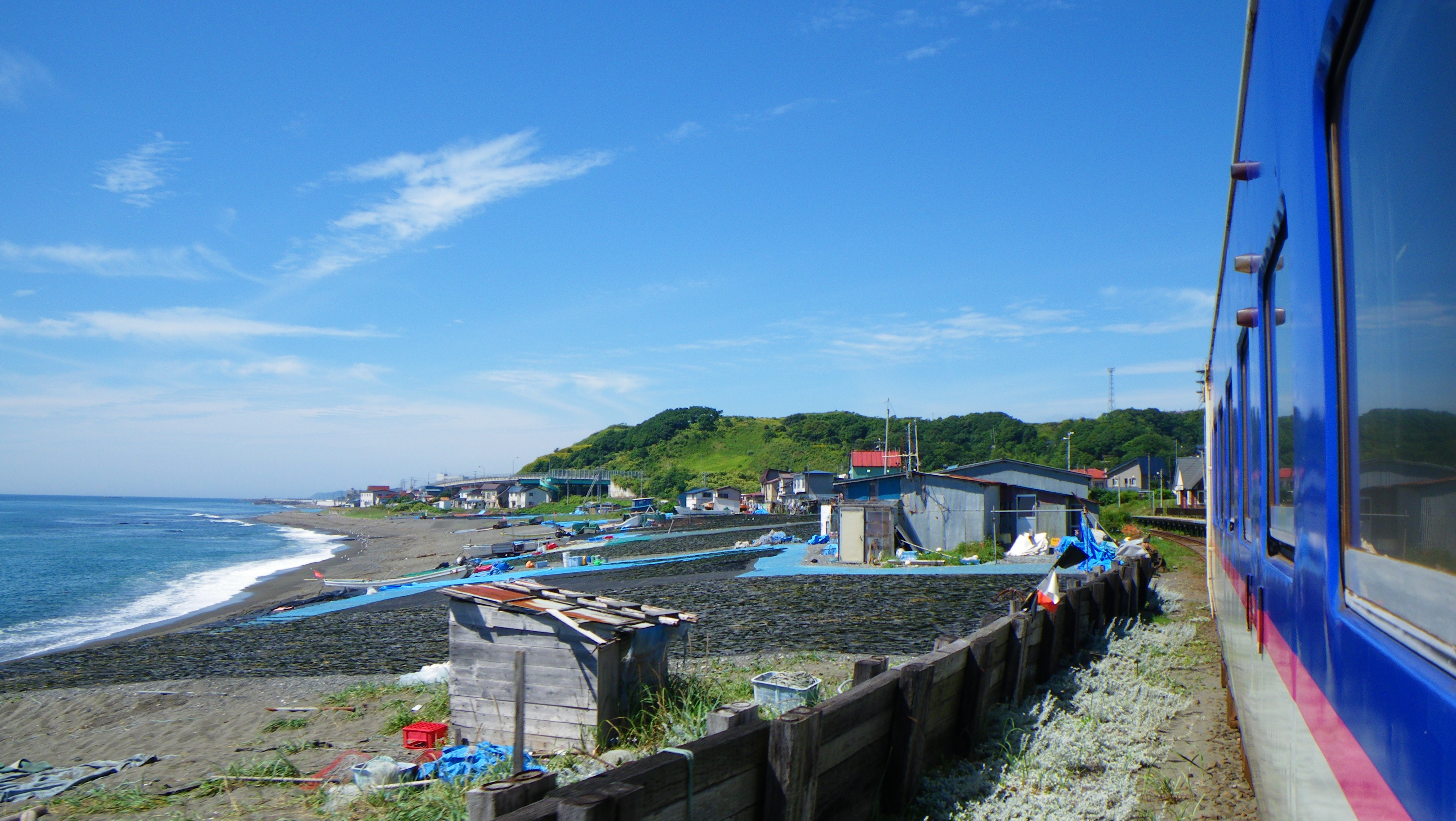
La costa in prossimità della stazione di Higashichō

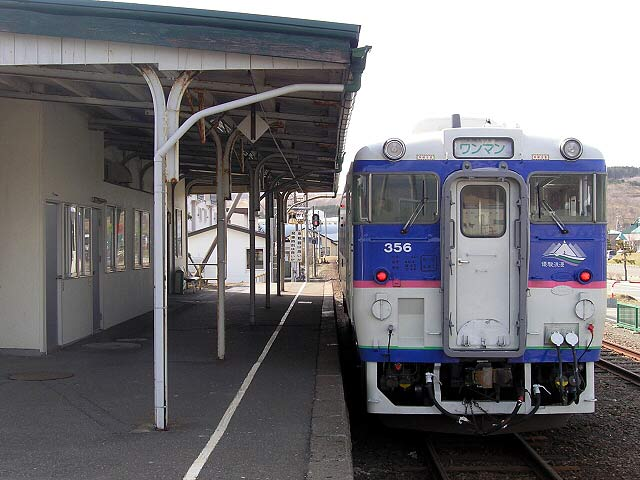
Un treno al capolinea di Samani

| Stazione         | Giapponese    | Distanza da Tomakomai | Coincidenze                               | Posizione (tutte le stazioni si trovano in Hokkaidō) |
| ---------------- | ------------- | --------------------- | ----------------------------------------- | ---------------------------------------------------- |
| Tomakomai        | 苫小牧        | 0,0 km                | JR Hokkaidō: - ■ Linea principale Muroran | Tomakomai                                            |
| Yūfutsu          | 勇払          | 13,1 km               |                                           | Tomakomai                                            |
| Hama-Atsuma      | 浜厚真        | 22,7 km               |                                           | Atsuma                                               |
| Hama-Taura       | 浜田浦        | 27,0 km               |                                           | Mukawa                                               |
| Mukawa           | 鵡川          | 30,5 km               |                                           | Mukawa                                               |
| Shiomi           | 汐見          | 34,5 km               |                                           | Mukawa                                               |
| Tomikawa         | 富川          | 43,6 km               |                                           | Hidaka                                               |
| Hidaka-Monbetsu  | 日高門別      | 51,3 km               |                                           | Hidaka                                               |
| Toyosato         | 豊郷 (北海道) | 56,3 km               |                                           | Hidaka                                               |
| Kiyohata         | 清畠          | 61,1 km               |                                           | Hidaka                                               |
| Atsuga           | 厚賀          | 65,6 km               |                                           | Hidaka                                               |
| Ōkaribe          | 大狩部        | 71,1 km               |                                           | Niikappu                                             |
| Seppu            | 節婦          | 73,1 km               |                                           | Niikappu                                             |
| Niikappu         | 新冠          | 77,2 km               |                                           | Niikappu                                             |
| Shizunai         | 静内          | 82,1 km               |                                           | Shinhidaka                                           |
| Higashi-Shizunai | 東静内        | 90,9 km               |                                           | Shinhidaka                                           |
| Harutachi        | 春立          | 97,0 km               |                                           | Shinhidaka                                           |
| Hidaka-Tōbetsu   | 日高東別      | 99,4 km               |                                           | Shinhidaka                                           |
| Hidaka-Mitsuishi | 日高三石      | 105,8 km              |                                           | Shinhidaka                                           |
| Hōei             | 蓬栄          | 109,8 km              |                                           | Shinhidaka                                           |
| Honkiri          | 本桐          | 113,0 km              |                                           | Shinhidaka                                           |
| Ogifushi         | 荻伏          | 120,2 km              |                                           | Urakawa                                              |
| Efue             | 絵笛          | 125.1                 |                                           | Urakawa                                              |
| Urakawa          | 浦河          | 130,3 km              |                                           | Urakawa                                              |
| Higashichō       | 東町          | 132,4 km              |                                           | Urakawa                                              |
| Hidaka-horobetsu | 日高幌別      | 136,9 km              |                                           | Urakawa                                              |
| Utoma            | 鵜苫          | 141,1 km              |                                           | Samani                                               |
| Nishi-Samani     | 西様似        | 143,6 km              |                                           | Samani                                               |
| Samani           | 様似          | 146,5 km              |                                           | Samani                                               |